# Сільвано-д'Орба
Сільвано-д'Орба (італ. Silvano d'Orba, п'єм. Silvan) — муніципалітет в Італії, у регіоні П'ємонт,  провінція Алессандрія.
Сільвано-д'Орба розташоване на відстані близько 440 км на північний захід від Рима, 90 км на південний схід від Турина, 26 км на південь від Алессандрії.
Населення — 2010 осіб (2014).

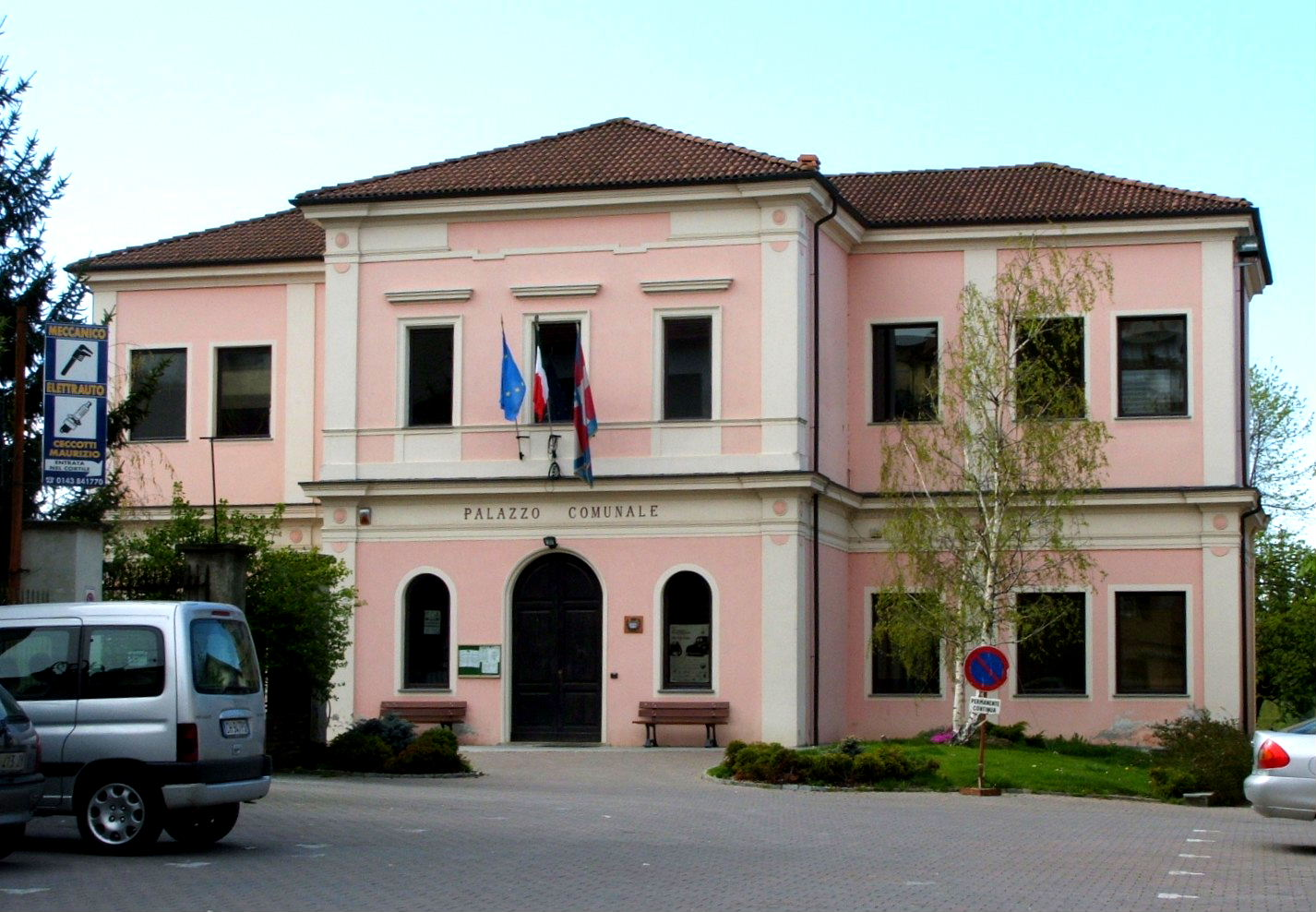

Щорічний фестиваль відбувається 12 травня. Покровитель — San Pancrazio martire.

## Демографія
Населення за роками:

Станом на 1 січня 2023 року в муніципалітеті офіційно проживав 171 іноземець з 23 країн, серед них 121 громадянин країн Євросоюзу та 8 громадян України.

## Сусідні муніципалітети
- Капріата-д'Орба
- Кастеллетто-д'Орба
- Лерма
- Овада
- Рокка-Гримальда
- Тальйоло-Монферрато